# Flindersia ifflaiana
Flindersia ifflana là một loài thực vật có hoa trong họ Cửu lý hương. Loài này được F.Muell. mô tả khoa học đầu tiên năm 1877.